# DCNS
DCNS는 프랑스 국영 조선업체이다. Direction des Constructions Navales Services의 약자이다. 예전의 명칭은 DCN (Direction des Constructions Navales)이었는데, 합병을 하면서 이름이 바뀌었다.

## 주요 프로젝트

### 엔진
- WR-21 가스터빈엔진

### 수상함
- 클레망소급 항공모함 디젤 항공모함
  - 클레망소 (R 98), 1957년
  - 포슈 (R 99), 1960년, 후에 중고로 브라질에 수출됨. 상파울로함으로 개명됨.
- 포레급 상륙함
  - 포레 (L9011), 1988년
  - 시로코 (L9012), 1996년
- 샤를르드골 (R 91), 1992년, 프랑스 최초의 원자력 추진 항공모함
- 호라이즌급 프리깃함
  - Forbin, 2005년
  - Chevalier Paul, 2006년
- 라파예트급 프리깃함
  - 알 리야드급 프리깃함 -  사우디아라비아
  - 포미더블급 프리깃함 -  싱가포르
  - 캉딩급 프리깃함 -  중화민국

### 잠수함
- 루비급 잠수함
- 바라쿠다급 잠수함
- 트리옹팡급 잠수함
- 스코르펜급 잠수함
- 아고스타급 잠수함

### 무기
- SYLVER launcher
- 비행갑판 시스템
- 잠수함용 대공무기
- 어뢰